# Henk Timmer (tennisser)
Hendrik (Henk) Timmer (Utrecht, 8 februari 1904 – Bilthoven, 13 november 1998) was een Nederlands tennisser.

## Loopbaan
Hij werd vooral bekend als succesvol Davis Cup-speler. In deze competitie speelde hij 65 wedstrijden, waarvan hij er 43 won. Timmer werd 23 keer Nederlands kampioen, waarvan negenmaal in het enkelspel. Tweemaal haalde hij de kwartfinale van Wimbledon, in 1927 en 1929.
Samen met Kea Bouman won hij in 1924 een bronzen medaille in het gemengd dubbel tijdens de Olympische Spelen van Parijs. Vier jaar later stond tennis niet meer op het Olympische programma na een conflict over de amateurregels. Timmer was ook goed in andere sporten: in 1941 werd hij Nederlands kampioen squash en hij reed driemaal de Elfstedentocht uit.
Op hoge leeftijd mocht Henk Timmer nog meemaken dat Richard Krajicek Wimbledon won, en hij toonde toen voor de televisiecamera groot enthousiasme. Hij overleed in 1998 op 94-jarige leeftijd, vier dagen voor zijn dubbelpartner Kea Bouman. Naar hem is tegenwoordig een competitie genoemd tussen Nederlandse tennisscholen.

## Prestatietabel
| Legenda | Legenda                          |
| ------- | -------------------------------- |
| g.t.    | geen toernooi gehouden           |
| l.c.    | lagere categorie                 |
| –       | niet deelgenomen                 |
| G       | uitgeschakeld in de groepsfase   |
| 1R      | uitgeschakeld in de eerste ronde |
| 2R      | uitgeschakeld in de tweede ronde |
| 3R      | uitgeschakeld in de derde ronde  |
| 4R      | uitgeschakeld in de vierde ronde |
| KF      | uitgeschakeld in de kwartfinale  |
| HF      | uitgeschakeld in de halve finale |
| F       | de finale verloren               |
| W       | het toernooi gewonnen            |
| w-v     | winst/verlies-balans             |

### Prestatietabel grand slam, enkelspel
| Toernooi        | 1924 | 1925 | 1926 | 1927 | 1928 | 1929 | 1930 | 1932 | 1933 | 1934 | 1935 | 1936 |
| --------------- | ---- | ---- | ---- | ---- | ---- | ---- | ---- | ---- | ---- | ---- | ---- | ---- |
| Australian Open | –    | –    | –    | –    | –    | –    | –    | –    | –    | –    | –    | –    |
| Roland Garros   | –    | –    | 2R   | 4R   | –    | 4R   | –    | 2R   | 2R   | 1R   | –    | –    |
| Wimbledon       | 2R   | 3R   | 2R   | KF   | 2R   | KF   | 1R   | 4R   | 2R   | 1R   | 3R   | 2R   |
| US Open         | –    | –    | –    | –    | –    | –    | –    | –    | –    | –    | –    | –    |

### Prestatietabel grand slam, dubbelspel
Timmer speelde nooit in het dubbelspel op een grand slam.